# Encarnação do Demônio
Encarnação do Demônio é um filme brasileiro de 2008, do gênero terror, escrito e dirigido por José Mojica Marins, sendo mais um filme com o personagem Zé do Caixão. Esse é o filme que encerra a trilogia iniciada com À Meia-Noite Levarei Sua Alma (1964), e Esta Noite Encarnarei no Teu Cadáver (1967). Encarnação do Demônio teve um orçamento estimado em R$ 1,8 milhão, captados através de leis de incentivo e é o maior orçamento já administrado por Mojica Marins, que estava há 40 anos sem dirigir um longa-metragem.
O filme foi selecionado para ser exibido no Festival de Veneza, em 2008, numa mostra chamada "Midnight Movies".
Foram incluídas cenas em preto e branco dos filmes anteriores de Zé do Caixão ("A Meia Noite Levarei Sua Alma", "Esta Noite Encarnarei no Teu Cadáver" e "O Despertar da Besta").

## Resumo
Neste terceiro e último filme, Zé do Caixão está mentalmente reparado e está fora da prisão. Porém, alguns fanáticos obcecados por ele aparecem em sua casa e professam seus serviços. Zé do Caixão sai à caça de mais mulheres. Ele se depara com uma cigana chamada Elena, que já o conheceu, e sabe que ela pode entrar em contato com espíritos. Zé do Caixão mata as tias de Elena e depois a seduz até que os dois fazem sexo debaixo dos cadáveres. Quando isso acontece, Zé do Caixão tem uma visão do Outro Mundo; onde ele conhece um homem sobrenatural chamado Mistificador que lhe mostra todos os sofrimentos humanos. Zé do Caixão não escuta e segue sequestrando e estuprando mulheres. À medida que a hora se aproxima, a polícia persegue Zé do Caixão e depois o persegue até a floresta, onde o persegue até um parque de diversões. Lá, depois que Zé do Caixão mata muitos policiais, o padre chega e empala Zé do Caixão. Porém, como foi revelado que Zé do Caixão é o Diabo, ele nunca poderá morrer de verdade. E o que é mais, ele eventualmente terá sucesso; ele engravida suas mulheres.

## Elenco
- José Mojica Marins como Josefel Zanatas/ Zé do Caixão
- Milhem Cortaz como Padre Eugênio
- Jece Valadão como Coronel Claudiomiro Pontes
- Adriano Stuart como Capitão Osvaldo Pontes
- Luís Melo como Seu Américo
- Rui Resende como Bruno
- Karina Battis como Suzy
- José Celso Martinez Corrêa como O Mistificador
- Cristina Aché como Lucy Pontes
- Helena Ignez como Cabíria
- Débora Muniz como Lucrécia
- Geanine Marques como Morte
- Giulio Lopes como Mário
- Eduardo Chagas como Emiliano
- Raymond Castile como Zé do Caixão jovem
- Rubens Mello como Servo
- Thaís Simi como Maíra
- Nara Sakarê como Helena